# 15 Armia Sił Powietrzno-Kosmicznych
15 Armia Sił Powietrzno-Kosmicznych specjalnego przeznaczenia (ros. 15-я армия воздушно-космических сил особого назначения) – operacyjna formacja wojskowa wchodząca w skład Wojsk Kosmicznnych Sił Powietrzno-Kosmicznych Federacji Rosyjskiej. Dowództwo i siedziba jednostki mieści się w Krasnoznamiensku w obwodzie moskiewskim. Zadaniem armii jest oficjalnie wykrywanie wystrzeliwania pocisków balistycznych z różnych terytoriów lądowych i wodnych oraz kontrola sytuacji w przestrzeni kosmicznej.

## Struktura 15 Armii Sił Powietrzno-Kosmicznych
- Główne Kosmiczne Centrum Doświadczalne im. G.S. Titowa (Krasnoznamiensk (obwód moskiewski));
- Główne Centrum Uprzedzenia o Ataku Rakietowym;
- Główne Centrum Rozpoznania Sytuacji w Kosmosie;
- jednostki i pododdziały wojskowe[1].

W sumie armia liczy około 1500 żołnierzy w jednostkach od Kamczatki do Królewca.

## Dowództwo
- dowódca generał porucznik Andriej Wyszynski
- szef sztabu generał major Anatolij Niesteczuk[2]